# Churinga virago
Churinga virago is een vlinder uit de familie van de spinneruilen (Erebidae). De wetenschappelijke naam van deze soort is voor het eerst voorgesteld als Agylla rufifrons virago door Lionel Walter Rothschild in een publicatie uit 1913.
De soort komt voor in Taiwan.